# Pierre Barthélémy Dorez
Pour les articles homonymes, voir Dorez.
 (avril 2016).
Pierre Barthélémy Dorez est un faïencier français, né en 1724 à Fort-Royal (Martinique), et mort avant 1757 à Saint-Amand-les-Eaux.

## Biographie
Troisième enfant de René Barthélémy Dorez et de son épouse Marie Agnès Alphonse, Pierre Barthélémy Dorez voit le jour à Fort-de-France (alors Fort-Royal) en Martinique en 1724. En 1744, sa sœur Marie Élisabeth (née en 1720) épousera à Lille François Joseph Carpentier, fondateur en 1750 d'une faïencerie au quai des Salines à Tournai, qu'il revendra aussitôt à François Joseph Peterinck. 
René Barthélémy Dorez épouse Jeanne Pétronille Tant.Il est le père de Charles Louis Joseph Dorez, né le 15 février 1750 à Saint-Amand-les-Eaux, et de Firmin Dorez, né au même lieu en 1763. Il est le petit-fils de Barthélémy Dorez et de Marie Françoise Chevalier, faïencier fondateur de la faïencerie de Lille.
Après la mort de son père survenue le 29 octobre 1742 à Lille, lequel dirigeait avec ses frères la manufacture paternelle depuis 1720, il reprend avec ses frères et sœurs l'entreprise créée par le grand-père Barthélémy Dorez et son neveu Pierre Pélissier. La manufacture sera vendue en 1749 à Michel Harreng et fermera se portes en 1820.
Il dirigera ensuite la manufacture de Saint-Amand les-Eaux.

## Marques
« D » pour Dorez, « L » ou « LL » pour Lille[réf. nécessaire].

## Œuvres dans les collections publiques
- Lille, palais des beaux-arts ;
- Sèvres, musée national de Céramique.